# Neocheilosia
Neocheilosia (лат.) — подрод мух-журчалок рода Cheilosia.

## Внешнее строение
Глаза покрыты волосками. Лоб вздут, что особенно заметно у самцов. Усиковая ямка разделена срединным отростком лунулы (полулунные пластинки над усиками). Лицо голое или в волосах только около края глаз. Щиток в передней часть часто с парой субмедиальных опушенных щетинок. Передняя медиальная жилка соединяется в жилкой R4+5 под острым углом. У самцов вершиный склерит эдеагуса (дистифаллус) без вентральных выступов. Дорсальная лопасть гоностиля рудиментарная или отсутствует. Правые и левые сурстили и гоностили (слегка) асимметричны.

## Классификация
Включает 8 видов, из них виды Cheilosia barovskii и Cheilosia morio распространены на севере Евразии, Cheilosia luteicornis встречается только в Европе, другие виды отмечены только в Азии.
- Cheilosia barovskii Stackelberg, 1930
- Cheilosia convexifrons Stackelberg, 1963
- Cheilosia hebeiensis Huo et al., 2021
- Cheilosia komabaensis Shiraki, 1968)
- Cheilosia luteicornis (Zetterstedt, 1838)
- Cheilosia morio (Zetterstedt, 1838)
- Cheilosia pseudomorio Barkalov & Cheng, 2004
- Cheilosia shiranesana Barkalov & Ichige, 2016